# جائزة ألمانيا الكبرى 1984
جائزة ألمانيا الكبرى 1984 هو سباق فورمولا 1 أقيم بتاريخ 5 أغسطس 1984 في حلبة هوكنهايم، ألمانيا الغربية. كان الحادي عشر من أصل 16 في بطولة العالم لسباقات الفورمولا واحد موسم 1984. حلّ الفرنسي ألن بروست أولا بينما جاء النمساوي نيكي لاودا في المركز الثاني وحصل على المركز الثالث البريطاني ديريك وارويك.